# Вахана

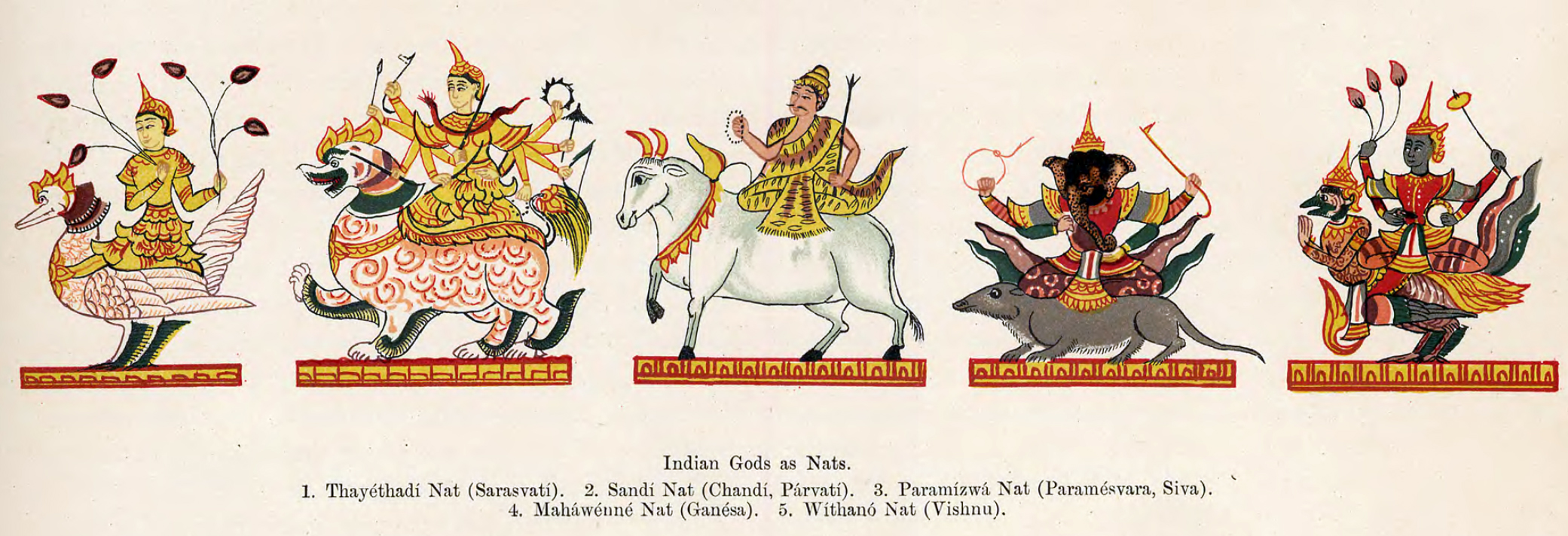

Вахана (санскр. वहन, IAST: vahana от санскр. वह, «восседать, ехать на чём-либо») — в индийской мифологии — объект, мифическое существо или животное, используемое богами как средство передвижения (обычно — ездовое животное).
Ездовые животные могут быть как реально существующими, так и мифическими, или смесью обоих типов.
Вахана — это проявление грубой энергии божества, его тотем и является символом божества, неотличным от того, чьим ездовым животным он является (Нанди, бык, вахана Шивы, олицетворяет мощь и т. д.). Ваханы, кроме того, умножают силу своих повелителей (Дурга не смогла бы победить демона Махишасуру без помощи своего ваханы — льва Манаштхалы) и обозначают злые силы и пороки, которыми повелевает или которые подавляет божество (Сканда, чья вахана — павлин, обладает властью над тщеславием).
Индийские религиозные воззрения, кроме всего прочего, проповедуют стремление каждого человека стать ваханой Бога.
Ваханы как правило ставятся около индуистских храмов, и по ваханам можно определить, какому богу посвящён данный храм.

## Ваханы индийских божеств
| - Агни : овен - Айяпан : тигр - Бхайрава : собака - Брахма : гусь или лебедь - Брихаспати : слон - Будха : конь - Варуна : макара (морское чудище) / черепаха / лебедь - Ваю : антилопа - Вишну : Гаруда - Даша : верблюд - Дурга : лев / тигр (Манаштхала) - Деви : лев - Ганеша : крыса/мышь, по другим версиям, землеройка, собака - Ганга : макара (морское чудище) - Индра : колесница (Вимана) запряжённая белым конём (Уччайхшравас) / белым слоном (Айравата) - Каларатри : осёл - Кама : попугай / макара (морское чудище) - Камакхья : змея - Кету : орёл - Кубера : мангуст / конь / человек - Лакшми : сова Улука / слон - Манаса : змей - Муруган : слон / павлин с нераспущенным хвостом - Пушан : колесница, запряжённая козлами - Раху : синий лев - Рати : голубь - Сарасвати : лебедь / павлин / овца - Саман : слон - Сканда (Кумара) : павлин Парвани - Сурья : колесница, запряжённая семёркой коней или семиглавым конём - Ушас : колесница, запряжённая семёркой коров - Харихарапутра : слон - Чамунда : сова - Чанди : лев - Чандра : колесница, запряжённая антилопой или десятью белыми конями (баранами) - Шани : ворон / гриф - Шаштхи : кот - Шукра : крокодил - Шива : белый бык Нанди - Яма : чёрный буйвол - Ямуна : черепаха |